# Taxigramma pluton
Taxigramma pluton är en tvåvingeart som beskrevs av Yu. G. Verves 1984. Taxigramma pluton ingår i släktet Taxigramma och familjen köttflugor.
Artens utbredningsområde är Kazakstan. Inga underarter finns listade i Catalogue of Life.